# Stellar 7
Stellar 7 est un jeu vidéo de simulation de char d’assaut conçu par Damon Slye et publié en 1983 sur Apple II et C64, peu avant la création du studio Dynamix par Jeff Tunnell et Damon Slye. Le jeu est basé sur le jeu d’arcade Battlezone dans lequel le joueur incarne un pilote de char d’assaut futuriste,. Le jeu a bénéficié de deux suites, Arcticfox (1986) et Nova 9: Return of Gir Draxon (1991), ainsi que d’un remake sur ordinateur 16-bit, publié en 1990.

## Accueil
| Stellar 7 (remake) |      |       |
| Média              | Nat. | Notes |
| Amiga Action       | GB   | 87 %  |
| Amiga Power        | GB   | 67 %  |
| Dragon Magazine    | US   | 5/5   |
| Joystick           | FR   | 81 %  |
| Tilt               | FR   | 13/20 |
| The One Amiga      | GB   | 84 %  |

Au total, la version originale de Stellar 7 se vend à environ 8 000 exemplaires.